# Về chuyện tôi chuyển sinh thành Slime
Về chuyện tôi chuyển sinh thành Slime (phát hành tại Việt Nam bởi Skybooks dưới ấn hiệu Skynovel), hay được biết tới tên gốc Tensei-shitara Slime datta ken (Nhật: 転生したらスライムだった件 Hepburn: Tensei-shitara Suraimu datta Ken, n.đ.: Chuyện tôi là Slime sau khi chuyển sinh) và gọi tắt là Tensura (転スラ) là loạt light novel kỳ ảo do Fuse sáng tác và Mitz Vah vẽ minh hoạ. Tiểu thuyết được đăng trực tuyến trên trang web xuất bản tiểu thuyết do người dùng viết tên là Shōsetsuka ni Narō từ năm 2013 đến năm 2016. Sau đó được mua lại bởi Micro Magazine và xuất bản tập sách đầu tiên vào năm 2014. Hai mươi hai tập đã được xuất bản tính tới tháng 1 năm 2025. Kể từ khi ra mắt, light novel đã được chuyển thể thành hai bản manga, một bản chuyển thể anime dài tập do Eight Bit sản xuất được phát sóng lần đầu tiên vào tháng 10 năm 2018 và mùa thứ hai vào tháng 9 năm 2021. Mùa thứ ba của bộ anime truyền hình cũng đã được xác nhận sẽ ra mắt vào mùa Xuân năm 2024 tại Nhật Bản.

## Cốt truyện
Câu chuyện bắt đầu với anh chàng Mikami Satoru, một nhân viên 37 tuổi sống cuộc sống chán chường và không vui vẻ gì. Trong một lần gặp cướp, anh đã bị mất mạng. Tưởng chừng cuộc sống chán ngắt ấy đã kết thúc... Nhưng không! Ấy lại chính là sự khởi đầu của một cuộc sống mới.  Satoru  thức dậy, thấy mình đang ở trong một thế giới kì lạ. Và điều quái dị là anh không còn hình dạng con người nữa mà đã trở thành quái vật Slime dẻo quẹo và không có mắt. Khi dần quen với hình dáng mới này, anh bắt đầu khám phá thế giới mới với cái tên Rimuru Tempest, cùng với những quái vật khác xây dựng quốc gia riêng và bắt đầu công cuộc thay đổi thế giới mới.

## Nhân vật

### Nhân vật chính
Rimuru Tempest (リムル＝テンペスト Rimuru = Tempesuto)
Lồng tiếng bởi: Okasaki Miho (vai Rimuru), Terashima Takuma (vai Mikami Satoru) (tiếng Nhật), Cao Thuỵ Thanh Hồng (tiếng Việt)
Kiếp trước là Mikami Satoru (三上 悟), một người đàn ông Nhật Bản 37 tuổi đã chết sau khi cứu hậu bối ở công ty tránh bị dao đâm. Anh được chuyển sinh sang thế giới khác, trở thành một Slime mạnh mẽ với những kỹ năng được nhận khi đang chuyển kiếp. Vì là slime, Rimuru được xác định là vô giới tính về mặt sinh học, anh tự nhận mình là con trai về mặt tâm hồn. Rimuru có kỹ năng "Kẻ Săn Mồi", cho phép anh hấp thụ hầu hết mọi thứ, có thể sao chép hình dạng, kỹ năng hay công dụng từ đối tượng đã hấp thụ. Anh kết bạn với Veldora, giải cứu làng Goblin, thu phục tộc Nha Lang, tuyển Người Lùn để xây dựng làng và kết bạn với Shizu. Sau đó anh tiếp tục thu phục tộc Đại Quỷ Tộc và tộc Người Thằn Lằn. Sau khi đánh bại Trư Đầu Đế và thu phục tộc Orc, anh thành lập và làm Minh chủ của Liên Bang Quốc Jura Tempest, một quốc gia của ma vật trong Đại Sâm Lâm Jura và tìm kiếm sự tồn tại của các quái vật cũng như chủng tộc khác đang sinh sống tại Đại Sâm Lâm. Sau khi Jura Tempest bị tấn công và nhiều người dân bị tàn sát bởi vương quốc Falmuth, Rimuru quyết định tàn sát lại quân đội của Falmuth, làm tiền để hồi sinh lại mọi người, tiến hóa thành Ma vương và đương đầu với những thế lực mạnh hơn rất nhiều có thể gây nguy hại cho quốc gia. Trong hành trình của mình, anh đã phát triển bộ kĩ năng của trở nên đa dạng. Hiện nay, khi trở thành Ma Vương (Demon Lord) , anh đã có tới 4 kỹ năng tối thượng, điều chưa từng có tiền lệ tại thế giới đó:
- Bạo Thực Vương Beelzebub - tiền thân là kỹ năng độc nhất "Kẻ Săn Mồi" kết hợp với kỹ năng độc nhất "Kẻ Vô Tâm".
- Thông Tuệ Vương Raphael - tiền thân là kỹ năng độc nhất "Đại Hiền Giả" kết hợp với kỹ năng độc nhất "Kẻ Biến Chất". Sau này, nó được Rimuru đặt tên và phát triển thành Thần Trí Hạch (Manas): Ciel (シエル Shieru)
- Thệ Ước Vương Uriel - được phân tích từ kỹ năng độc nhất "Ngục Tù Vô Hạn" của Chloe.
- Bạo Phong Vương Veldora - được phân tích từ phần tàn dư của Veldora sau khi được Rimuru hấp thụ.
Sau khi Rimuru tiến hoá một lần nữa trở thành Long Ma Niêm Tính Tinh Thần Thể (Ultimate Slime) - một nhánh mới của Long chủng và sở hữu danh hiệu Thánh Ma Hỗn Thế Hoàng, bộ kỹ năng của anh có chút thay đổi:
- Hư Không Thần Azathoth - được kết hợp từ 2 kỹ năng tối thượng là "Bạo Thực Vương Belzebuth" và "Thông Tuệ Vương Raphael".
- Phong Nhương Vương Shub-Niggurath - được kết hợp từ các kỹ năng tối thượng còn lại và 1 số kỹ năng khác của Rimuru.
Sau Yến Tiệc Ma Vương Walpurgis, Rimuru đã được các ma vương khác công nhận. Anh cũng đổi tên hội đồng ma vương từ ''Thập Đại Ma Vương'' trở thành "Bát Tinh Ma Vương Octagram" sau cái chết của Kleiman cùng sự rút lui của Callion và Frey.

### Đồng minh của Rimuru
Verudora Tempest (ヴェルドラ=テンペスト Verudora=Tempesuto)
Lồng tiếng bởi: Maeno Tomoaki (tiếng Nhật), Huỳnh Gia Khánh (tiếng Việt)
Một con tà long được gọi là "Bạo Phong Long" đã kết bạn với Rimuru và đặt tên cho cậu. Verudora bị nhốt trong một "Ngục Tù Vô Hạn" bởi một Dũng giả xinh đẹp (sau này được tiết lộ là Dũng giả Chloe), khi ông bị phân tâm bởi vẻ ngoài của cô. Sau khi được Rimuru giải thoát, Rimuru đã đưa ông vào không gian lưu trữ của mình, để họ có thể cùng nhau phân tích Ngục Tù Vô Hạn và phá vỡ nó. Verudora là một ma vật cấp "Thiên tai" nhưng ông lại rất sợ 2 người chị là Bạch Băng Long Veruzardo và Chước Nhiệt Long Verugryndo. Nhờ có sự giúp đỡ của Rimuru mà Verudora có dạng người và thoát khỏi "Ngục Tù Vô Hạn". Về sau, nhờ sự giúp đỡ từ Raphael, anh đã thức tỉnh kĩ năng tối thượng ''Điều Tra Vương Faust'', sau này tiến hóa trở thành ''Hỗn Độn Vương Nyarlathotep''
Shizue Izawa (シズエ・イザワ)
Lồng tiếng bởi: Hanamori Yumiri
Tên kiểu Nhật là Izawa Shizue (井沢 静江), hay được gọi là Shizu (シズ Shizu), là một cô gái Nhật Bản được triệu hồi đến thế giới này, trong lúc vụ Oanh tạc Tokyo năm 1945 xảy ra. Việc triệu hồi của cô được coi là một thất bại, và cô đã bị bỏ rơi sau khi có một Viêm Tinh Linh mang tên Ifrit trói buộc vào cơ thể cô. Ngay sau khi cô có được danh hiệu "Kẻ Chi Phối Bộc Viêm". Cô nhận ra rằng Rimuru cũng từng là người Nhật, hai người đã có một khoảng thời gian ngắn giao lưu với nhau và trở thành những người bạn tốt. Khi Ifrit xâm chiếm khiến cô mất lí trí, Rimuru đã tách cô khỏi Ifrit và hấp thụ hắn, nhưng vì Ifrit cũng là thứ duy trì sự sống cho Shizue, cô nhanh chóng suy yếu và không thể sống được bao lâu nữa. Cô mong muốn sau khi mất, Rimuru có thể hấp thụ cơ thể cô như là di sản mà cô để lại, đồng thời giúp cô tìm lại những học trò của mình. Rimuru sau đó có thể chuyển hóa sang hình dạng con người dựa trên cơ thể của Shizue.
Millim Nava (ミリム・ナーヴァ Mirimu Nāva)
Lồng tiếng bởi: Hidaka Rina (tiếng Nhật), Lê Vũ Kim Ngọc (tiếng Việt)
Millim là Long Ma Nhân độc nhất và là một trong những Ma Vương Thượng Cổ mạnh nhất. Cô được biết đến với danh hiệu "Bạo Chúa Hủy Diệt" (破壊の暴君 Desutoroi), một Ma Vương thuộc cấp ''Thiên Tai'' (cấp cao nhất) và có sức mạnh mẫu mực của sự hủy diệt. Tuy sở hữu sức mạnh khủng khiếp, nhưng Millim lại có tính tình trẻ con. Cô kết bạn với Rimuru và quyết định sống ở Jura Tempest, mặc dù cô chọn không can thiệp vào hành động của Ma Vương khác. Thích ăn mật ong (lúc giao đấu trong lần đầu gặp mặt, Rimuru "nhét" cô ăn và dùng nó "hối lộ" để tránh Tempest bị cô hủy diệt).
Ramiris (ラミリス Ramirisu, còn có cách dịch khác là Lamrys)
Lồng tiếng bởi: Haruno Anzu (tiếng Nhật), Võ Huyền Chi (tiếng Việt)
Nữ Hoàng Tinh Linh bị tha hoá thành Ma Vương, là người cân bằng thế giới và là 1 trong 3 Ma vương đầu tiên, là bạn của Rimuru

### Thuộc hạ
Đại Hiền Giả (大賢者 Dai Kenja) / Raphael (智慧之王 (Trí Tuệ Chi Vương) Rafaeru) / Manas: Ciel (神智核 シエル Manasu Shieru)
Lồng tiếng bởi: Toyoguchi Megumi
Là trợ lý trong tâm trí (trợ lý ảo) của Rimuru ngay từ khi chuyển sinh, cô đã thiết lập giọng nói giống với "Giọng Nói Thế Giới" để nói chuyện với Rimuru. Rimuru có thể trao quyền điều khiển cơ thể cậu cho cô. Khi Rimuru tiến hóa thành Ma vương, cô kết hợp với một kỹ năng đặc biệt khác của Rimuru là "Kẻ Biến Chất" để tiến hóa thành kỹ năng tối thượng Thông Tuệ Vương Raphael.

#### Goblin - Hobgoblin
Riguldo (リグルド Rigurudo)
Lồng tiếng bởi: Yamamoto Kanehira
Riguldo là người đứng đầu làng Goblin. Anh từng là một Goblin già yếu cho đến khi được tiến hóa thành một con Hobgoblin to lớn khi được đặt tên bởi Rimuru. Anh được Rimuru bổ nhiệm làm Vua Goblin để cai quản những Goblin trong Tempest.
Rigul (リグル Riguru)
Lồng tiếng bởi: Ishiya Haruki
Rigul là con trai của Riguldo. Rimuru đã dùng tên anh trai của Rigul để đặt cho anh ta.
Gobuta (ゴブタ Gobuta, còn có cách dịch khác là Gobta)
Lồng tiếng bởi: Tomari Asuna (tiếng Nhật), Nguyễn Quang Tuyên (tiếng Việt)
Gobta là một Hobgoblin nhỏ, phục vụ Rimuru với tư cách là đội trưởng của đội Goblin Lang Binh. Mặc dù trông anh ta trẻ hơn và nhỏ hơn so với những con Hobgobin khác, anh ta rất thành thạo các kỹ năng kiếm thuật đủ để hạ gục một con ma vật lớn. Gobuta là một người hài hước, nhưng vẫn là một chiến binh tài ba. Anh ta là tướng quân thuộc quân đội của Tempest, sau này anh cùng với Ranga kết hợp thành cặp đôi ăn ý.

#### Nha Lang Tộc
Ranga (嵐牙 Ranga)
Lồng tiếng bởi: Kobayashi Chikahiro
Ranga là con sói của tộc Nha Lang, lần đầu tiên gặp Rimuru khi cùng tộc mình đột kích làng của Goblin. Sau khi sói đầu đàn cũ là bố cậu bị Rimuru tiêu diệt, cậu và tộc Nha Lang quy thuận Rimuru và chung sống cùng tộc Goblin. Cậu và bầy đàn của mình được đặt tên và tiến hóa. Mặc dù rất lực lưỡng, cậu rất trung thành với Rimuru như một con cún.

#### Dwarf (Người lùn)
Kaijin (カイジン)
Lồng tiếng bởi: Ono Atsushi
Kaijin là một thợ rèn nổi tiếng thuộc tộc người lùn, từng làm việc cho Vương quốc Dwargon. Anh đấm bộ trưởng Bester vì đổ rượu để hạ nhục Rimuru (do trước đó Rimuru đã cứu thợ mỏ vương quốc và giúp Kaijin làm kiếm). Sau phiên toà, anh và những người bạn của mình bị trục xuất khỏi Vương quốc Dwargon và được Rimuru tuyển dụng vào xây dựng làng.
Bester (ベスター Besutā, còn có cách dịch khác là Vesta)
Lồng tiếng bởi: Tsuda Kenjiro
Bester là cựu đại thần của Vương quốc Dwargon và là nhà nghiên cứu. Tuy có tài năng và sự kính trọng với quốc vương, Bester lại hay đố kị với Kaijin và luôn cố chơi xỏ với Kaijin vì lo sợ sẽ không được quốc vương yêu quý. Sau phiên tòa xử vụ Kaijin đấm Vesta, Vesta bị phạt không được gặp vua nữa và ông cảm thấy hối hận. Sau khi thành lập liên minh với Liên Bang Quốc Jura Tempest, quốc vương của Dwargon đã gửi Bester cho Rimuru như một món quà với hy vọng anh ta có thể giúp Tempest phát triển. Bester coi trọng cơ hội này và dốc sức làm việc cho Tempest.

#### Đại Quỷ (Ogre) - Quỷ Nhân (Kijin)
Benimaru (ベニマル／紅丸)
Lồng tiếng bởi: Furukawa Makoto (tiếng Nhật), Lê Nguyễn Tuấn Anh (tiếng Việt)
Thiếu chủ của tộc Đại Quỷ. Sau khi tộc Đại Quỷ bị tàn sát bởi Orc, anh và những Đại Quỷ còn lại giao chiến với Rimuru vì nghi ngờ là đồng phạm nhưng Rimuru đã chứng minh sự trong sạch. Tộc Đại Quỷ sau đó quy thuận theo Rimuru và tiến hóa thành Quỷ Nhân, một chủng hiếm gặp sau khi được đặt tên bởi Rimuru.
Shuna (シュナ／朱菜)
Lồng tiếng bởi: Senbongi Sayaka (tiếng Nhật), Nguyễn Thị Huyền Trang (tiếng Việt)
Shuna là công chúa của tộc Đại Quỷ, em gái của Benimaru. Cô giỏi làm quần áo và dạy các kỹ năng của mình cho Goblin sau khi tiến hóa thành một Quỷ Nhân. Sau này Rimuru ban cho cô danh hiệu "Công Chúa Vu Nữ".
Shion (シオン／紫苑)
Lồng tiếng bởi: M.A.O (tiếng Nhật), Nguyễn Vũ Minh Chuyên (tiếng Việt)
Shion là một nữ Đại Quỷ, cũng là một người có thể làm ra các món ăn kinh dị. Cô trở thành thư ký và vệ sĩ của Rimuru sau khi tiến hóa thành một Quỷ Nhân và chia sẻ sự cạnh tranh với Shuna vì sự chú ý của Rimuru.
Souei (ソウエイ／蒼影 Sōei)
Lồng tiếng bởi: Eguchi Takuya (tiếng Nhật), Thái Văn Minh Vũ (tiếng Việt)
Soei là một Đại Quỷ. Anh là bạn của Benimaru. Anh phục vụ như là trinh sát, gián điệp và sứ giả cho Rimuru. Sau khi đánh bại Trư Đầu Đế, Rimuru ban cho anh ta danh hiệu "Ám Nhẫn".
Hakurou (ハクロウ／白老 Hakurō)
Lồng tiếng bởi: Ōtsuka Hōchū (tiếng Nhật), Nguyễn Quang Tuyên (tiếng Việt)
Hakuro là một Đại Quỷ có kỹ năng kiếm thuật. Ông là một người hướng dẫn kiếm thuật cho Rimuru, Gobuta, những đứa trẻ Hobgoblin và những ma vật khác.
Kurobe (クロベエ／黒兵衛 Kurobee)
Lồng tiếng bởi: Yanagita Jun'ichi
Kurobe là một Đại Quỷ. Anh phục vụ Rimuru với tư cách là một thợ rèn.

#### Trư Đầu Tộc (Orc) - Trư Nhân (High Orc)
Gerudo (ゲルド Gerudo, còn có cách dịch khác là Geld)
Lồng tiếng bởi: Nomura Kenji
Sau khi đánh bại Trư Đầu Đế, anh ta được Rimuru đặt tên và phát triển thành Trư Nhân. Anh ta được bổ nhiệm làm người lãnh đạo những Trư Nhân khác ở Tempest và là một chỉ huy của quân đội của nó.

#### Người Thằn Lằn (Lizardman) - Dragonewt (Long Nhân)
Gabiru (ガビル Gabiru)
Lồng tiếng bởi: Fukushima Jun
Gabiru là con trai của trưởng tộc Người Thằn Lằn. Anh ta kiêu ngạo và luôn coi thường người khác. Tên của anh ta bị "ghi đè" bởi Rimuru khiến anh ta tiến hóa thành Long Nhân. Sau khi anh quyết định làm thuộc hạ của Rimuru. Trong thời gian đó, anh đã bớt tính "trẻ trâu" và trở thành thủ lĩnh của lực lượng phòng không của Jura Tempest.
Souka (ソーカ Sõka)
Souka là em gái của Gabiru. Cô ấy là cựu lãnh đạo của đội bảo vệ của Thủ lĩnh tộc Người Thằn Lằn. Sau khi thành lập liên minh rừng Jura với Rimuru, cha cô, Abiru gửi cô đến phục vụ Rimuru để có được một số kinh nghiệm. Cô tiến hóa thành một Long Nhân sau khi được đặt tên bởi Rimuru. Souka sau đó làm thuộc cấp của Souei.
Abiru (アビル)
Abiru là thủ lĩnh của tộc Người Thằn Lằn. Ông là cha của Gabiru và Souka

#### Ác Ma Tộc (Demon)
Diablo (ディアロ Diaburo)
Lồng tiếng bởi: Sakurai Takahiro (tiếng Nhật), Nguyễn Anh Tuấn (tiếng Việt)
Là một trong bảy Ác Ma Nguyên Sơ, hay còn gọi là Thất Sắc Thủy Tổ, với biệt danh Hắc Sắc Thủy Tổ Noir, được triệu hồi bởi Rimuru và là thủ lĩnh của Hắc Sắc Quân Đoàn. Anh từng chạm trán với Shizu trước đây. Kể từ lần giao chiến đó, Diablo phát hiện mặt nạ của Shizu ẩn chứa một sức mạnh vô cùng to lớn, từ đó bắt đầu theo dõi cô. Nhờ đó mà Diablo đã biết tới Rimuru và tin rằng chú Slime đó sẽ là người giúp anh vén màn bí ẩn về cội nguồn của sức mạnh. Cũng nhờ đó mà Rimuru mới có thể đánh bại được Đế Quốc Phương Đông nhờ vào những ác ma khác mà Diablo đã chiêu mộ và giành chiến thắng trong cuộc chiến khốc liệt này, xoá bỏ "Vòng lặp thời gian" - vốn là cái chết của Rimuru được định sẵn trong những vòng lặp thời gian trước đó.
Ultima (ウルティマ Urutima)
Là một trong bảy Ác Ma Nguyên Sơ, hay còn gọi là Thất Sắc Thủy Tổ, cô được biết đến với biệt danh Tử Sắc Thủy Tổ Violet và được tuyển dụng bởi Diablo cho Hắc Sắc Quân Đoàn.
Carrera (カレラ Karera)
Là một trong bảy Ác Ma Nguyên Sơ, hay còn gọi là Thất Sắc Thủy Tổ, còn được gọi là Hoàng Sắc Thủy Tổ Jaune, cô cũng là một trong những ác ma gia nhập Tempest sau khi được Diablo chiêu mộ.
Testarossa (テスタロッサ Tesutarossa)
Là một trong bảy Ác Ma Nguyên Sơ, hay còn gọi là Thất Sắc Thủy Tổ, cũng là một trong những ác ma gia nhập Tempest sau khi được Diablo chiêu mộ. Cô là Bạch Sắc Thủy Tổ Blanc.

#### Nhân Loại
Gardo Mjolmile (ガルド・ミョルマイル Garudo Myorumairu)
Lồng tiếng bởi: Aoyama Yutaka
Ông là thương nhân được Rimuru cứu, sau này ông là bộ trưởng bộ tài chính của Tempest

#### Khác
Cửu Đầu Thú (九頭獣 Nain Heddo)/Kumara (九魔羅 Kumara)
Lồng tiếng bởi: Suzushiro Sayumi
Trước là thuộc hạ của Kleiman, cô bị ép chiến đấu với Rimuru, và may mắn được anh giải thoát chú thuật kiểm soát của Kleiman. Cô trở thành cáo chín đuôi sau khi được Rimuru đặt tên.

### Những đồng minh khác
Youm Farmenas (ヨウム・ファルメナス Yōmu Farumenasu, còn có cách dịch khác là Youmu)
Lồng tiếng bởi: Hosoya Yoshimasa
Youm là đội trưởng của nhiệm vụ trinh sát của Vương quốc Farmus trong Đại Sâm Lâm Jura. Và có danh "Anh hùng đánh bại Trư Đầu Đế" (thực chất là do Rimuru bắt anh nhận thay vì Rimuru nhằm tạo thanh thế cho Tempest).
Tryney (トレイニー Toreinī, còn có cách dịch khác là Treyni)
Lồng tiếng bởi: Tanaka Rie
Tryney là một Thụ Yêu Tinh (Dryard). Cô và đồng loại của mình là những người bảo vệ Đại Sâm Lâm Jura.
Gazeru Dwargo (ガゼル・ドワルゴ Gazeru Dowarugo)
Lồng tiếng bởi: Takaya Hashi
Vua của Vương Quốc Dwargon là bạn của Kaijin. Khi xưa, ông được Hakurou tìm thấy trong rừng và dạy kiếm thuật.
Fuse (フューズ Fyūzu)
Lồng tiếng bởi: Narita Ken
Fuse là Chi Hội Trưởng của Hiệp Hội Tự Do chi nhánh Vương quốc Blumund.
Beryard (ベルヤード Beruyādo)
Lồng tiếng bởi: Yamamoto Itaru
Một bộ trưởng ở Blumund.
Veruzardo (ヴェルザード Veruzādo, còn có cách dịch khác là Velzard)
Một trong bốn Long chủng, cô là Bạch Băng Long và là chị gái của Verudora Tempest
Verugryndo (ヴェルグリンド Verugurindo, còn có cách dịch khác là Velgrynd)
Một trong bốn Long chủng, cô là Chước Nhiệt Long và là chị gái của Verudora Tempest
Gido (ギド Gido)
Lồng tiếng bởi: Kijima Ryūichi
Một nhà thám hiểm "kiêm" kẻ trộm, là người bảo hộ cho Ellen. Anh ta là một trong những người bạn đồng hành cuối cùng của Shizue và là người bạn đầu tiên của Rimuru với tư cách một chú Slime.
Ellen (エレン Eren) / Elyune Grimwald (エリューン・グリムワルト)
Lồng tiếng bởi: Kumada Akane
Một nhà thám hiểm pháp sư của con người, nhưng thực ra cô là Elf, có cha là công tước Eraldo và chị họ là Hoàng Đế Elmesia thuộc Ma Đạo Vương Triều Sarion. Bản thân cô là "công chúa" ở đó. Tuy vậy, vì một lí do nào đó chưa được xác định mà cô trở thành một mạo hiểm giả. Cô là một trong những người bạn đồng hành cuối cùng của Shizue và là người bạn đầu tiên của Rimuru với tư cách một chú Slime.
Kabaru (カバル Kabaru)
Lồng tiếng bởi: Takanashi Kengo
Một nhà thám hiểm chiến đấu của con người, và là người bảo hộ cho Ellen. Anh ta là một trong những người bạn đồng hành cuối cùng của Shizue và là người bạn đầu tiên của Rimuru với tư cách một chú Slime.
Hinata Sakaguchi (ヒナタ・サカグチ Hinata Sakaguchi)
Lồng tiếng bởi: Numakura Manami (tiếng Nhật), Võ Huyền Chi (tiếng Việt)
Tên kiểu Nhật là Sakaguchi Hinata (坂口 日向). Là một Thánh Kị Sĩ của Thánh Giáo Hội Phương Tây, nhưng thực chất cô cũng đuợc triệu hồi từ Nhật Bản. Trước kia cô từng là học trò của Shizue, sau đó đã tự lập và chia tay cô. Do hiểu nhầm - mà chính xác hơn là bị lừa gạt -  cô đã phục kích Rimuru vì cho rằng anh đã giết cô giáo của mình, nhưng thất bại do Rimuru đã phân thân nhằm đánh lừa cô. Về sau, khi biết rằng Rimuru thực chất là kẻ chuyển sinh - và không giết Shizue, cô thực sự hối hận vì hành động "nông nổi" của mình. Đã thế, cô lại còn gây ấn tượng xấu cho Rimuru. Sau đó, Luminous đã giảng hòa cho hai người khi tiêu diệt những kẻ đứng đằng sau. Trong trận chiến với Granbell Rosso, cô đã chặn một đòn tấn công nhằm vào Chloe, khiến cả hai rơi vào vòng xoáy không - thời gian. Sau đó hai người cùng nhau quay về quá khứ dưới cái tên Dũng giả Chronoa.
Luminous Valentine (ルミナス・バレンタイン Ruminasu Barentain)
Lồng tiếng bởi: Lynn (tiếng Nhật), Lê Vũ Kim Ngọc (tiếng Việt)
Một Ma Vương thuộc chủng tộc Hấp Huyết Quỷ (Vampire) và là người đứng đầu thực sự của Thần Thánh Pháp Hoàng Quốc Luberios. Cô vốn có mối thù với Veldora vì ông ta đã phá hủy quốc gia của cô. Nhưng vì thế mà cô có thể gặp được và trở nên thân thiết với Hinata, Chloe - Chronoa. Và cũng nhờ có Rimuru mà cô cũng không phải gặp thêm bất cứ thảm họa nào từ Verudora nữa.

### Kẻ thù của Rimuru
Yuki Kagurazaka (ユウキ・カグラザカ)
Lồng tiếng bởi: Hanae Natsuki
Tên kiểu Nhật là Kagurazaka Yuki (神楽坂 優樹). Là Tổng Soái của Hiệp Hội Tự Do. Có quan hệ đồng minh với Đoàn Hề Ôn Hoà, là người đã giúp Kleiman hồi sinh Ma vương Kazaream.
Kleiman (tên theo Databook) (クレイマン Kureiman, còn có cách dịch khác là Clayman)
Lồng tiếng bởi: Koyasu Takehito
Kleiman là một Ma vương có biệt danh là Bậc Thầy Khiển Rối, đã bị Rimuru đánh bại và hấp thụ trong Yến Tiệc Ma Vương Walpurgis.
Gelmud (ゲルミュッド Gerumyuddo)
Lồng tiếng bởi: Kawanishi Kengo
Gelmud là một tay sai của Ma Vương Kleiman. Hắn ta đã đặt tên cho Trư Đầu Đế Gerudo, Gabiru và những người khác để tạo ra một Ma vương mới. Sau đó, Trư Đầu Đế đã ăn hắn ta.

### Nhân vật khác
Carrion (カリオン)
Lồng tiếng bởi: Takumi Yasuaki 
Là vua của Thú Quốc Yurazania, ban đầu ông là Ma vương, nhưng sau khi chứng kiến sức mạnh của Millim cũng như Kleiman tại Walpurgis và cảm thấy không xứng với danh hiệu của mình, ông đã từ bỏ ngôi vị Ma vương và về dưới trướng Millim.
Kenya Misaki (ケンヤ・ミサキ)
Lồng tiếng bởi: Asai Ayaka
Tên kiểu Nhật là Misaki Kenya (三崎 剣也). Một học sinh mà Shizu gửi gắm lại cho Rimuru, được bảo hộ bởi Quang Tinh Linh, mang trong mình Quả Trứng Dũng Giả. Trong suy nghĩ của Rimuru, anh chắc chắn rằng Kenya sẽ trở thành một vị Dũng giả mạnh mẽ sau này.
Ryouta Sekiguchi (リョウタ・セキグチ)
Lồng tiếng bởi: Ishigami Shizuka
Tên kiểu Nhật là Sekiguchi Ryouta (関口 良太). Một học sinh mà Shizu gửi gắm lại cho Rimuru. Cậu có sức mạnh Cuồng Chiến Sĩ, nhưng gặp khó khăn trong việc điều khiển cũng như giữ cho lý trí tỉnh táo trong khi sử dụng sức mạnh này.
Gale Gibson (ゲイル・ギブスン Geiru Gibusun)
Lồng tiếng bởi: Sato Gen
Một học sinh mà Shizu gửi gắm lại cho Rimuru.
Alice Rondo (アリス・ロンド Arisu Rondo)
Lồng tiếng bởi: Shiraishi Haruka 
Một học sinh mà Shizu gửi gắm lại cho Rimuru.
Chloe Aubert (クロエ・オベール kuroe obēru)
Lồng tiếng bởi: Tadokoro Azusa
Một học sinh mà Shizu gửi gắm lại cho Rimuru, sau này được Hinata truyền lại Quả Trứng Dũng Giả, kết hợp với Quả Trứng Dũng Giả của bản thân, cô đã thức tỉnh thành Chân Dũng Giả mạnh nhất. Sau khi chứng kiến sự "biến mất" của Rimuru - do sự xâm lược của Đế Quốc Phương Đông, cô quay về quá khứ hết lần này đến lần khác để cố gắng giúp Rimuru, tạo thành một "vòng lặp thời gian". Hiện nay vòng lặp ấy đã bị phá nhờ bước ngoặt khi Rimuru trở thành Ma vương.
Thần Trí Hạch Chronoa (神智核 クロノア Manasu Kuronoa)
Là Thần Trí Hạch cư trú trong cơ thể của Chloe Aubert. Cô chính là một nhân cách khác của Chloe, ẩn chứa những cảm xúc tiêu cực nhất của Chloe.
Verudanava (ヴェルダナーヴァ Veruda Nāva, còn có cách dịch khác là Veldanava)
Một Long chủng được mệnh danh là "Tinh Vương Long" và là người sáng lập ra các thế giới. Ông lấy vợ là loài người tên là Lucia và sinh ra Millim Nava. Gần như sức mạnh của ông đều chuyển sang cho con gái, phần sức mạnh còn lại kết tinh thành con rồng con và trở làm thú nuôi của Millim. Cái chết của chú rồng là nguyên nhân khiến Millim thành Ma vương. Ellen sau đó kể lại câu chuyện này và gợi ý cho Rimuru trở thành Ma vương, giúp hồi sinh mọi người trong Jura Tempest.
Laplace (ラプラス Rapurasu)
Lồng tiếng bởi: Nakai Kazuya
Anh ta được coi là một người bạn cũng như cố vấn tin cậy của Kleiman, cũng là người mạnh nhất trong Đoàn Hề Ôn Hoà. Laplace vốn là cựu Dũng giả, nhưng đã vong mạng và hồi sinh dưới hình dạng của một Yêu Tử Tộc.
Guy Crimson (ギィ・クリムゾン Gii Kurimuzon)
Lồng tiếng bởi: Ishida Akira
Là Ma Vương đầu tiên trong số Ma Vương Thượng Cổ, đồng thời cũng là người đầu tiên được sinh ra bởi Đại Thánh Linh Bóng Tối trong Thất Sắc Thủy Tổ với biệt danh Xích Sắc Thủy Tổ Rouge.
Leon Cromwell (レオン・クロムウェル Reon Kuromuueru)
Lồng tiếng bởi: Fukayama Jun
Là Ma Vương đầu tiên được đề cập đến trong truyện. Anh chính là người đã triệu hồi Shizu. Sau này, anh được tiết lộ là người Trái Đất, sau khi bị rơi vào vòng xoáy không gian thì bị lạc mất Chloe Aubert - người bạn thân từ thuở thơ ấu của anh. Vì vậy, anh đã cố gắng triệu hồi Chloe trở lại bên mình, nhưng liên tục thất bại. Điều này vô tình lại là nguyên nhân khiến Shizu hận thù thế giới này.
Razen (ラーゼン Rāzen, còn có cách dịch khác là Larzen)
Lồng tiếng bởi: Eiji Hanawa (ban đầu), Chiaki Kobayashi (cơ thể của Shogo) (tiếng Nhật), Trần Vũ (tiếng Việt)

## Truyền thông

### Light novel
Fuse ban đầu đã đăng series bộ này dưới dạng tiểu thuyết web trên trang web nội dung do người dùng tạo Shōsetsuka ni Narō trong khoảng thời gian từ ngày 20 tháng 2 năm 2013 đến ngày 1 tháng 1 năm 2016. Bộ truyện đã được mua lại để xuất bản in bởi Tạp chí Micro, người đã xuất bản cuốn tiểu thuyết đầu tiên, với hình minh họa của Mitz Vah, dưới Tiểu thuyết GC của họ vào tháng 5 năm 2014. Nhà xuất bản tiếng Anh Yen Press đã công bố giấy phép của họ cho bộ truyện trong bảng điều khiển của họ tại Sakura-Con vào ngày 15 tháng 4 năm 2017. Bản quyền light novel Việt Nam do Sky Light Novel phát hành.

### Manga
Kawakami Taiki đã phát động một manga thích ứng trong Kodansha 's manga shōnen tạp chí Monthly Shōnen Sirius vào ngày 26 tháng 3 năm 2015. Kodansha USA đã công bố giấy phép của họ cho manga trong bảng điều khiển của họ tại New York Comic Con vào ngày 6 tháng 10 năm 2016. Một manga thứ hai, có tựa đề Tensei-shitara Slime datta Ken: Cách mà Đất nước Quái vật bước đi (転生したらスライムだった件～魔物の国の歩き方～ Tensei-shitara Slime datta Ken: Mamono no kuni no arukikata), với nghệ thuật của Okagiri Shō, đã được đăng trên trang web Comic Ride của Micro Magazine kể từ ngày 28 tháng 7 năm 2016. Một manga ngoại truyện có tựa đề Tensei Shitara Shachiku Datta Ken được minh họa bởi Akechi Shizuku đã được công bố.

### Anime
Một phim hoạt hình chuyển thể chiếu vào 2 tháng 10 năm 2018 trên Tokyo MX và các kênh truyền hình khác. Bộ anime được sản xuất bởi 8bit và đạo diễn bởi Kikuchi Yasuhito, với Nakayama Atsushi là trợ lý đạo diễn, Ebata Ryouma và Kishida Takahiro thiết kế nhân vật Elements Garden sáng tác phần âm nhạc. Nhạc chủ đề mở đầu là "Nameless story" được thực hiện bởi Terashima Takuma, và nhạc kết thúc phim là "Another colony" do True trình bày. Bài chủ đề mở đầu thứ hai là "Megurumono" (メグルモノ) thực hiện bởi Terashima, còn nhạc chủ đề kết thúc thứ hai là "Little Soldier" (リトルソルジャー Ritoru Sorujā) thực hiện bởi Azusa Tadokoro.
Crunchyroll công chiếu anime bên ngoài khu vực châu Á với phụ đề tiếng Anh, trong khi Funimation phát sóng một bản lồng tiếng Anh. Bộ anime phát sóng khoảng 25 tập. Một tập OVA được phát hành vào ngày 29 tháng 3 năm 2019, đóng gói kèm với tập manga thứ 11. Tại Nam Á và Đông Nam Á, Muse Communication cấp bản quyền công chiếu anime trên YouTube, trong khi tại Việt Nam, phần 3 của bộ anime đã được nhóm ACE Media lồng tiếng dưới sự góp giọng của các diễn viên lồng tiếng như Thanh Hồng, Kim Ngọc,... và được đăng tải trên nền tảng Bilibili và YouTube. Hiện tại bản anime gồm 5 lộ trình lần lượt: phần 1 (25 tập), Nhật kí của Rimuru (12 tập) và OAD (5 tập), Lúc đó tôi đã chuyển sinh thành Slime: Giấc mộng Coleus (3 tập), phần 2 (24 tập) và bản phim điện ảnh. Một bản phim điện ảnh của anime có tên Tensei Shitara Slime Datta Ken: Scarlet Bond được công bố và đã khởi chiếu vào ngày 25 tháng 11 năm 2022. Tính đến ngày 3 tháng 2 năm 2023, bộ phim thu về tổng cộng 1.37 tỉ yên. Phim được phát hành tại Việt Nam dưới nhan đề Lúc đó tôi đã chuyển sinh thành Slime: Mối liên kết đỏ thẫm và khởi chiếu vào ngày 24 tháng 2 năm 2023.

## Đón nhận
Series light novel đã chạm ngưỡng hơn 4,5 triệu tập in. Light novel xếp thứ tám trong sách hướng dẫn light novel hàng năm của Takarajimasha tên là Kono Light Novel ga Sugoi! vào năm 2017, trong thể loại tankōbon. Và xếp hạng thứ sáu năm 2018, xếp hạng thứ năm năm 2019. Series light novel là tựa novel bán chạy thứ 5 năm 2018 với 539,277 bản được bán ra và manga của nó bán chạy thứ 9 năm 2018 với 3,460,066 bản in.